# St. Galler Brückenweg

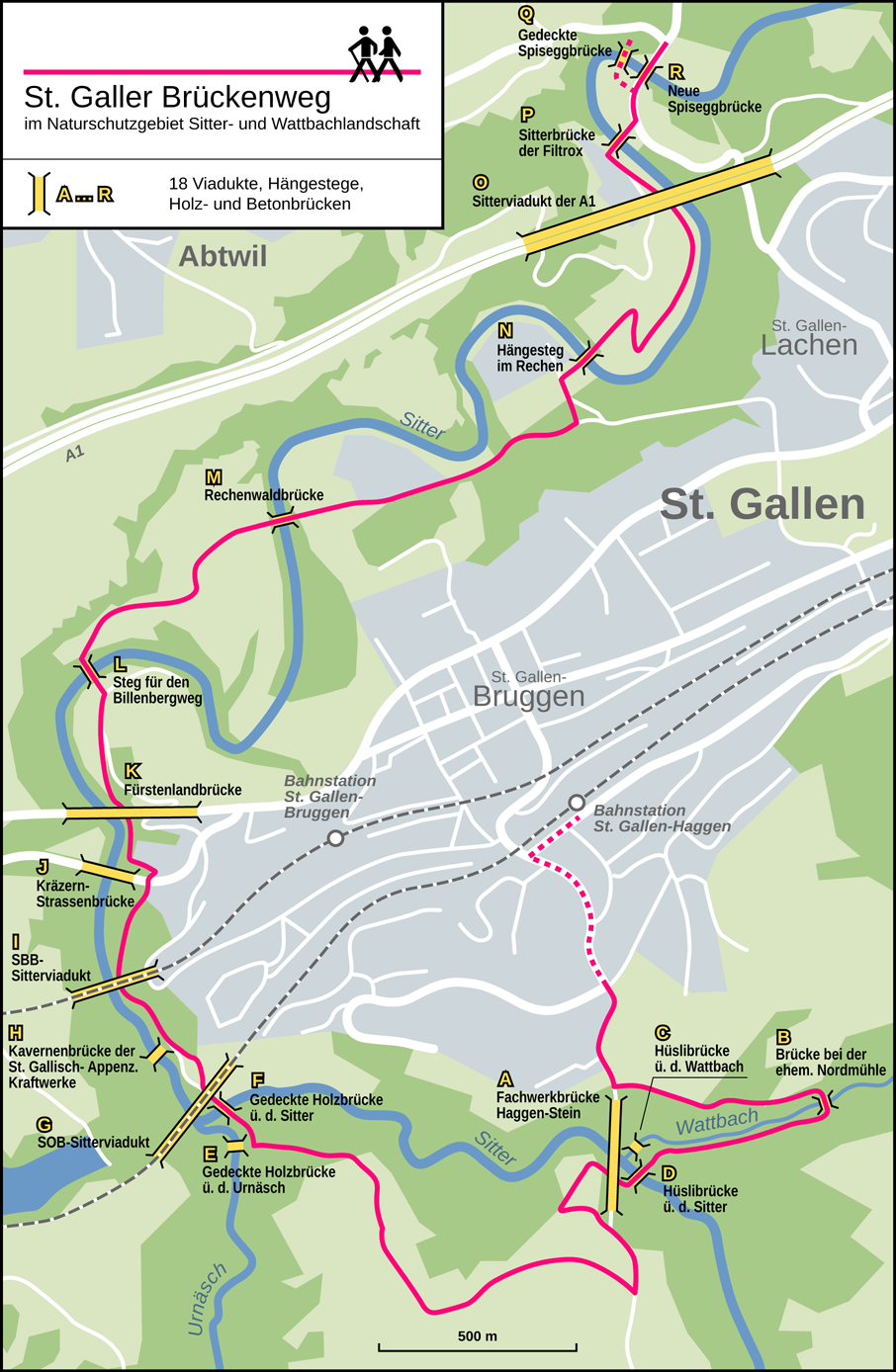
St. Galler Brückenweg

Der St. Galler Brückenweg ist ein 8,2 Kilometer langer Wanderweg, der am Bahnhof in St. Gallen-Haggen beginnt und bis nach Spisegg führt. Der als Nahtour 4 markierte Weg verläuft an 18 Viadukten, Holz-, Betonbrücken und Hängestegen vorbei durch die Flusslandschaft des Naturschutzgebietes Sitter- und Wattbachlandschaft. Bei jeder Brücke enthält eine Informationstafel Details über Bau, Baujahr und Konstruktion der Bauwerke.

## Die Brücken
Die in Klammern gesetzten Buchstaben (A – R) entsprechen den Markierungen im Plan.

### Fachwerkbrücke Haggen-Stein (A)
Nach ersten Plänen im Jahre 1884 gelangte die heutige Brücke 1936/1937 zur Ausführung. Sie wurde ohne Gerüste montiert. Die 355 Meter lange Fachwerkbrücke, bei der 350 Tonnen Stahl verbaut wurden, ist mit einer Höhe von 98,60 Metern einer der höchsten Stege Europas.
Sie ersetzt den alten Saumweg hinunter nach Zweibruggen, über die Sitter und den Wattbach und die 364 Stufen der Hundwiler-Leiter hinauf und verbindet die Stadt St. Gallen mit Stein im Kanton Appenzell Ausserrhoden. Die Brücke wurde 2009/2010 umfassend saniert.

### Brücke bei der ehemaligen Nordmühle (B)
1876 wurde an dieser Stelle, 95 Fuss neben der alten (Hüsli) Brücke, die bis 1787 als Ersatz für verschiedene Stege gedient hatte, der neue Übergang gebaut.

### (Kleine) Hüslibrücke über den Wattbach (C)
In Zweibruggen hat es schon 1655 eine Hüslibrücke über den Wattbach gegeben. Die heutige Brücke wurde 1787 erbaut und 1974 gründlich renoviert. Sie hat eine Spannweite von 14,20 Metern und ist 2,10 Meter breit. Sie führte zur "Hundwiler Leiter", einem mittlerweile erodierten, sehr steilen Pfad zur St. Galler Seite. Die Brücke führt daher heute nirgendwo mehr hin.

### (Grosse) Hüslibrücke über die Sitter (D)
Die grössere Hüslibrücke wird bereits 1479 als Schmidlinsbrugg und 1655 als Brugg im Sittertal erwähnt. Ein Neubau von 1710 wurde 1787 durch die bestehende Holzbrücke – Balken-Vielecke mit dreifachen Strebenzügen, die Portale sind aus gebogenen Querhölzern gezimmert – von Hans Jakob Altherr ersetzt. Im Inneren finden sich viele verzierte Sprüche mit wertvollen Daten.

### Gedeckte Holzbrücke über die Urnäsch (E)
Nachdem ein Hochwasser im Jahr 1778 alle Brücken und Stege entlang der Urnäsch zerstört hatte, baute der berühmte Teufener Baumeister Hans Ulrich Grubenmann im Jahre 1780 diese 30 Meter lange und 6,50 Meter hohe gedeckte Brücke (tragendes Balken-Vieleck aus fünf Feldern). Aufgrund der vielen historischen Inschriften wird sie auch Sprechende Brücke genannt.

### Gedeckte Holzbrücke über die Sitter (F)
Als siebenfeldiges Vieleck mit dreifachem Strebenzug ist die 1800 vom Kloster St. Gallen gebaute, 22,40 Meter lange und 3,42 Meter breite, gedeckte Holzbrücke über die Sitter (Saumweg von Herisau nach St. Gallen) ausgeführt. Heute noch ist sie in voller Funktion und für Fahrzeuge bis zu einem Gesamtgewicht von 4 Tonnen freigegeben. Seit 1915 ist die Brücke im Besitz der St. Gallisch-Appenzellischen Kraftwerke AG (SAK).

### SOB-Sitterviadukt (G)
Das Sitterviadukt der Schweizerischen Südostbahn (SOB) wurde 1907 bis 1910 erbaut und am 1. Oktober 1910 (zugleich Einweihung der Bodensee–Toggenburg-Bahn) feierlich eröffnet. Das 100 Meter hohe Viadukt gilt als höchste normalspurige Eisenbahnbrücke Europas in Stein-Stahlkonstruktion. Die Länge des Viadukts beträgt 365 Meter, die Mittelöffnung wird mit einem 120 m langen Stahlträger überbrückt, der auf Sand- und Kalksteinpfeilern ruht. Für ihren Bau wurden über 27'000 Kubikmeter Gestein benötigt.

### Kavernenbrücke der St. Gallisch-Appenzellischen Kraftwerke (H)
Die vorfabrizierten, vorgespannten röhrenförmigen Balken bilden das Gerüst der 1973 erbauten Kavernenbrücke. Auf den Tragbalken ist eine 5,10 Meter breite Fahrbahndecke betoniert. Die Brücke dient als direkter Zugang zur Kavernenzentrale der St. Gallisch-Appenzellischen Kraftwerke AG (SAK).

### SBB-Sitterviadukt (I)

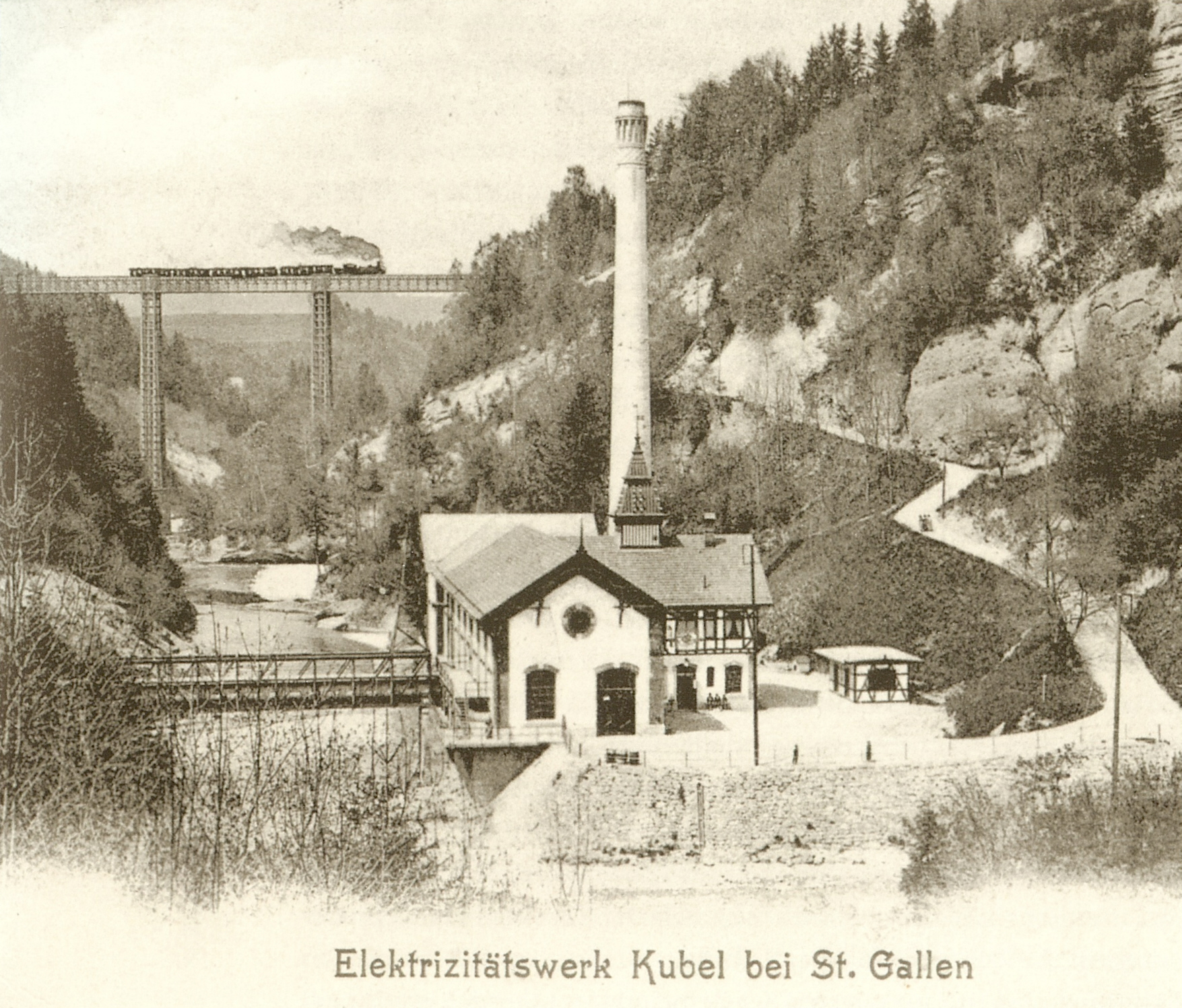
Kubel-Kraftwerk, um 1903. Im Hintergrund das alte SBB-Viadukt von 1856

Das 1924/1925 erbaute, 209 Meter lange und 63 Meter hohe Sitterviadukt mit fünf je dreissig Meter weiten Gewölben, verkleidet mit 18'000 Tonnen einheimischer Bruchsteine, hat die alte Einspur-Stahlkonstruktion-Brücke von 1856 im Zuge des Ausbaus der SBB-Strecke St. Gallen–Winterthur auf Doppelspur ersetzt. An der Südseite ist heute ein zwei Meter breiter, stark frequentierter Fussgänger- und Radweg angehängt.

### Kräzern-Strassenbrücke (J)
Nach einer ersten Brücke im 13. Jahrhundert und der zwischen 1774 und 1778 erbauten, nach Fürstabt Beda Angehrn benannten und gedeckten Bedabrücke für bis zu sechsspännige Fuhrwerke wurde 1811, nach dreijähriger Bauzeit, die heutige Steinbrücke von Baumeister Hans Ulrich Haltiner aus Altstätten erbaut. Sie hat eine Länge von 148 Metern, eine Höhe von 25 Metern und zwei Gewölbe mit je 26,40 Metern Spannweite zwischen den aus Molassesandstein erstellten Pfeilern. In den Jahren 1960–1976 wurde die Kräzern-Strassenbrücke mit einhergehender Verbreiterung der Fahrbahn grundlegend saniert. Das ebenfalls von Haltiner 1778 erbaute Zollhäuschen am östlichen Brückenende diente bis ins 18. Jahrhundert zur Erhebung des Brückenzolls.

### Fürstenlandbrücke (K)
Die 1937–1941 von Charles Chopard erbaute und 1941 für den Verkehr freigegebene Fürstenlandbrücke ist die Ersatzbrücke für die Kräzernbrücke, die dem immer weiter steigenden Verkehrsaufkommen der Dreissiger Jahre des 20. Jahrhunderts nicht mehr gewachsen war. Aus 47 eingereichten Projekten wurde die heutige, 489 Meter lange und 60 Meter über dem Tal der Sitter verlaufende Konstruktion ausgewählt. Der Beton-Zwillingbogen hat eine Spannweite von 134 Metern; für das Gerüst zur Betonierung wurden 1200 Kubikmeter Holz aus den Wäldern des Kantons geliefert. Die Baukosten beliefen sich auf 3,6 Millionen Schweizer Franken.

### Steg für den Billenbergweg (L)
Der 64 Meter lange und 1,5 Meter breite Steg über die Sitter ist ein beliebter Übergang zum Billenberg und nach Abtwil. Er wurde 1879 vom Rechen an den heutigen Standort versetzt und mittels einer Holzkonstruktion erweitert. Nach Hochwasserschäden in den Jahren 1895 und 1910 wurde 1924 die Holzkonstruktion durch eiserne Träger ersetzt und 2002 die stählerne Fachkonstruktion erneuert.

### Rechenwaldbrücke (M)
Die Rechenwaldbrücke wurde 1976 als 70 Meter lange und 3,5 Meter breite Betonbrücke erbaut. Sie erschliesst das Gebiet Tobel-Bruggen.

### Hängesteg im Rechen (N)
Der im Volksmund auch Ganggelibrogg genannte Steg wurde 1882 erbaut. Er überspannt mit einer Weite von 65,65 Metern die Sitter ohne Zwischenstütze. Die zwei Tragseile haben einen Durchmesser von je 35 Millimetern (zum Vergleich: Hängebrücke über die Argen = 133 mm, Golden Gate Bridge = 920 mm) und bieten eine Tragfähigkeit von fast 10 Tonnen (das entspricht ungefähr 125 Personen). Die Kosten für den von der Eisengiesserei Romanshorn erstellten, 1,2 Meter breiten Steg betrugen 10'000 Franken.

### Sitterviadukt der A1 (O)
Das grösste Brückenbauwerk im Kanton St. Gallen, das Zwillingsviadukt über die Sitter, trägt die Fahrbahnen der ca. 410 Kilometer langen Autobahn A1 (Bardonnex–St. Margrethen). Das 655 Meter lange Viadukt, erbaut in den Jahren 1984 bis 1986, überbrückt in 64 Metern Höhe mit zehn Brückenfeldern (Spannweiten 45 bis 80 Meter) das Flusstal. Ein Steg für Fussgänger und Radfahrer wurde nachträglich an das im Rohbau fertige Viadukt, unterhalb der Fahrbahn, angehängt.

### Sitterbrücke der Filtrox AG (P)
Die 48 Meter lange (zwei Felder zu je 24 Meter) und 5,2 Meter breite Betonbrücke ersetzte 1980 die erste, 1877 errichtete, Fachwerkbrücke bei der Spisegg. Die Baukosten betrugen 490'000 Schweizer Franken.

### Gedeckte Spiseggbrücke (Q)
An dieser Stelle gab es wohl bereits im 15. Jahrhundert einen Steg und 1592 eine erste befahrbare Brücke. Nach vielen Hochwasserschäden liess die Gemeinde Gaiserwald 1778 von Johann Ulrich Schefer, Bauwart des Klosters St. Gallen, die heute noch bestehende gedeckte Holzbrücke nach Grubenmann-Vorbild erbauen. Bis 1964 diente sie noch dem regelmässigen Postautoverkehr.

### Neue Spiseggbrücke (R)
Etwa 50 Meter unterhalb der gedeckten Spiseggbrücke wurde 1963 bis 1964 die 61,8 Meter lange und 6,2 Meter breite neue Spiseggbrücke erbaut. Die Brücke besteht aus einem vorgespannten Plattenbalken mit zwei parallelgurtigen Hauptträgern und hat eine Spannweite von 40 Metern. Die Baukosten betrugen etwa 490'000 Franken.

## Bilder

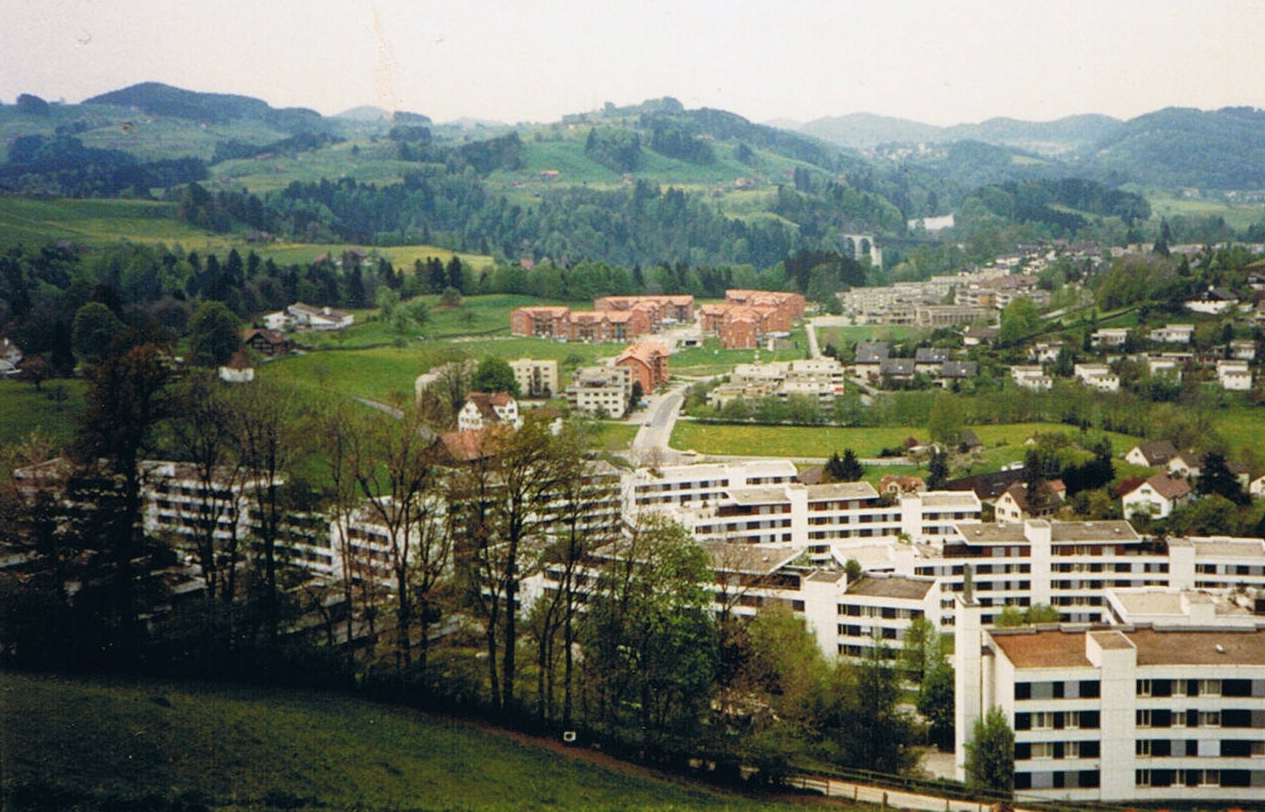
St.Gallen-Haggen mit dem Schlössli
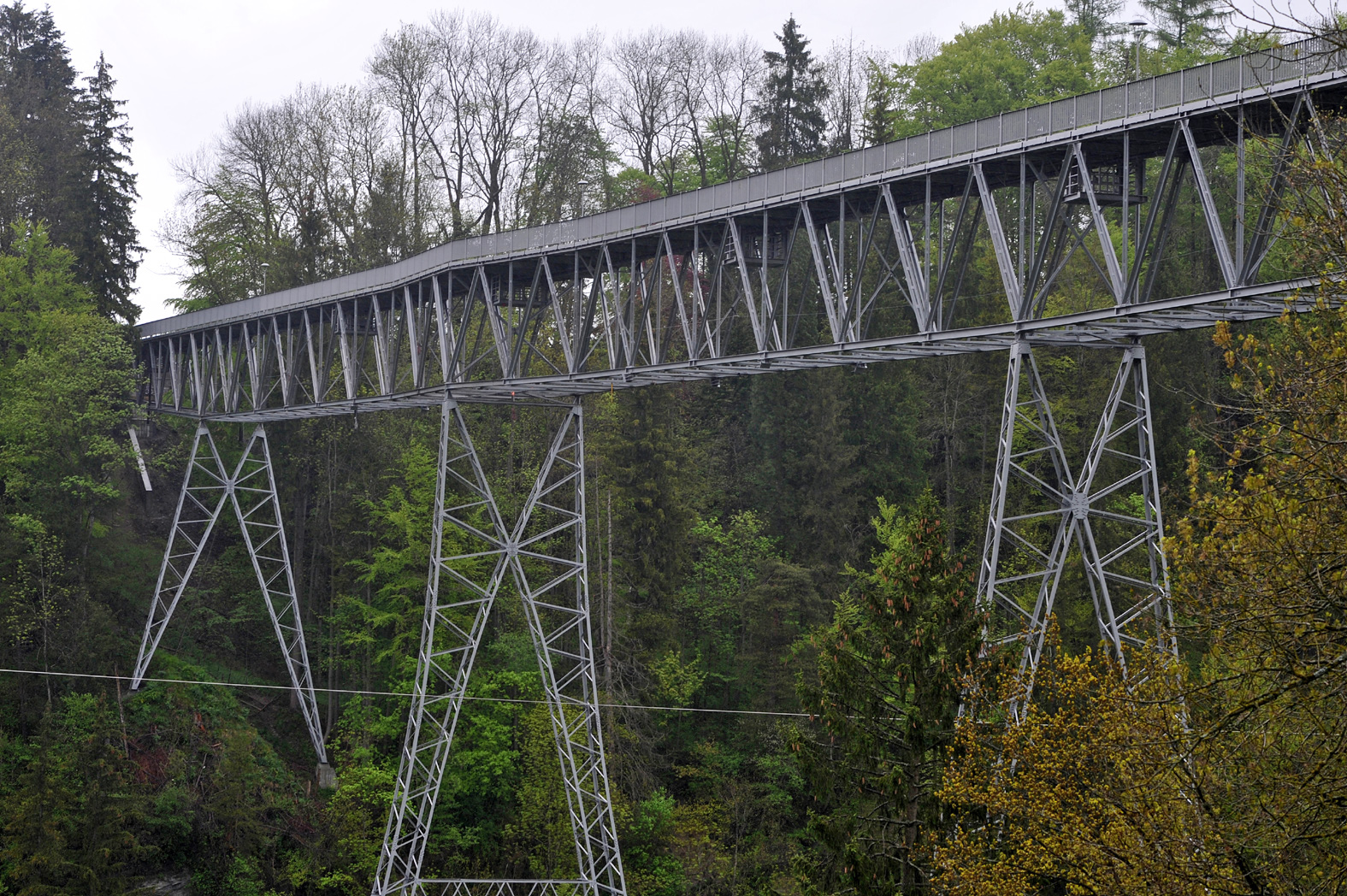
Fachwerkbrücke Haggen–Stein über die Sitter
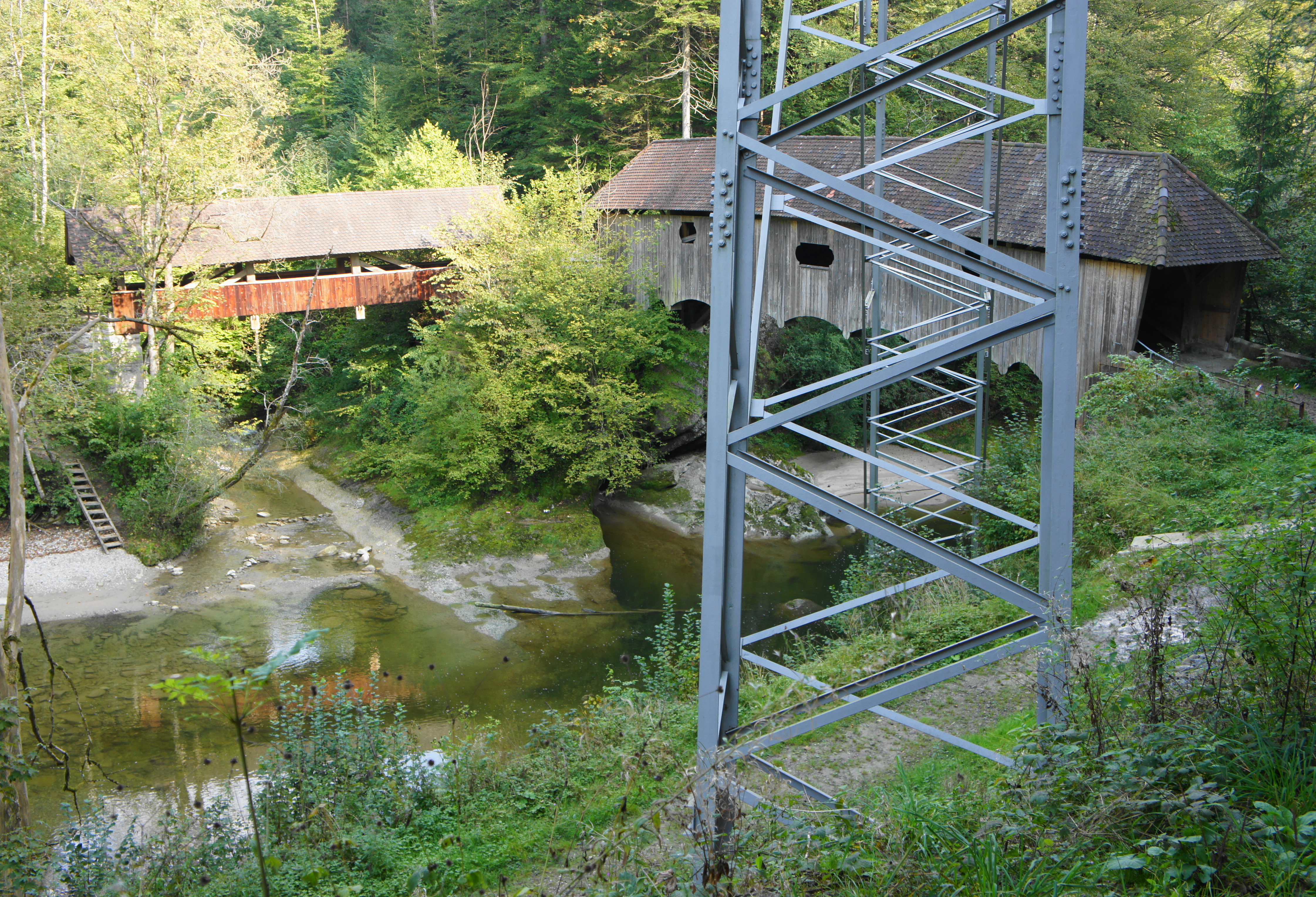
Zweibruggen: "Hüslibrücken" über den Wattbach und die Sitter
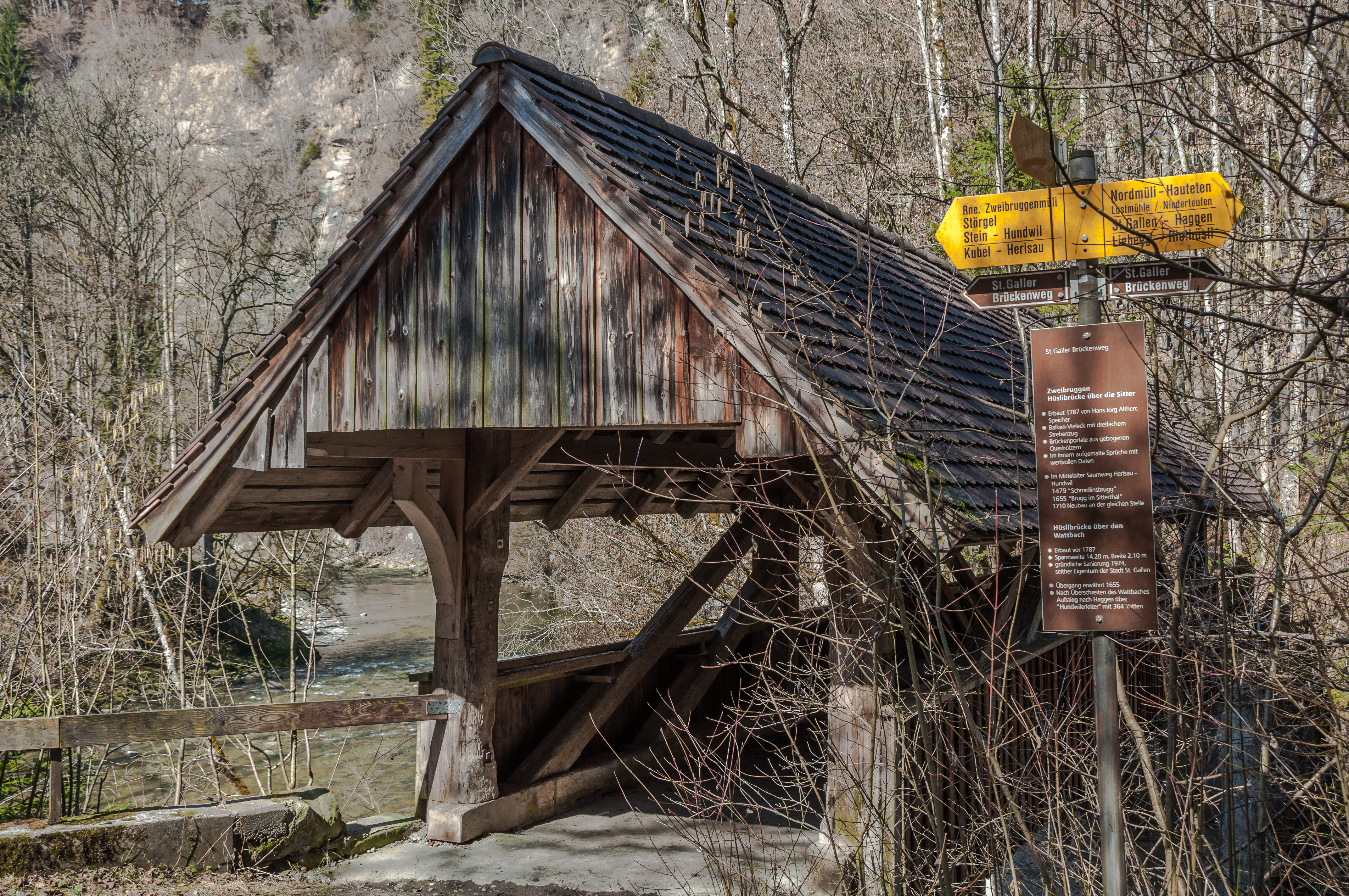
(Kleine) Hüslibrücke über den Wattbach
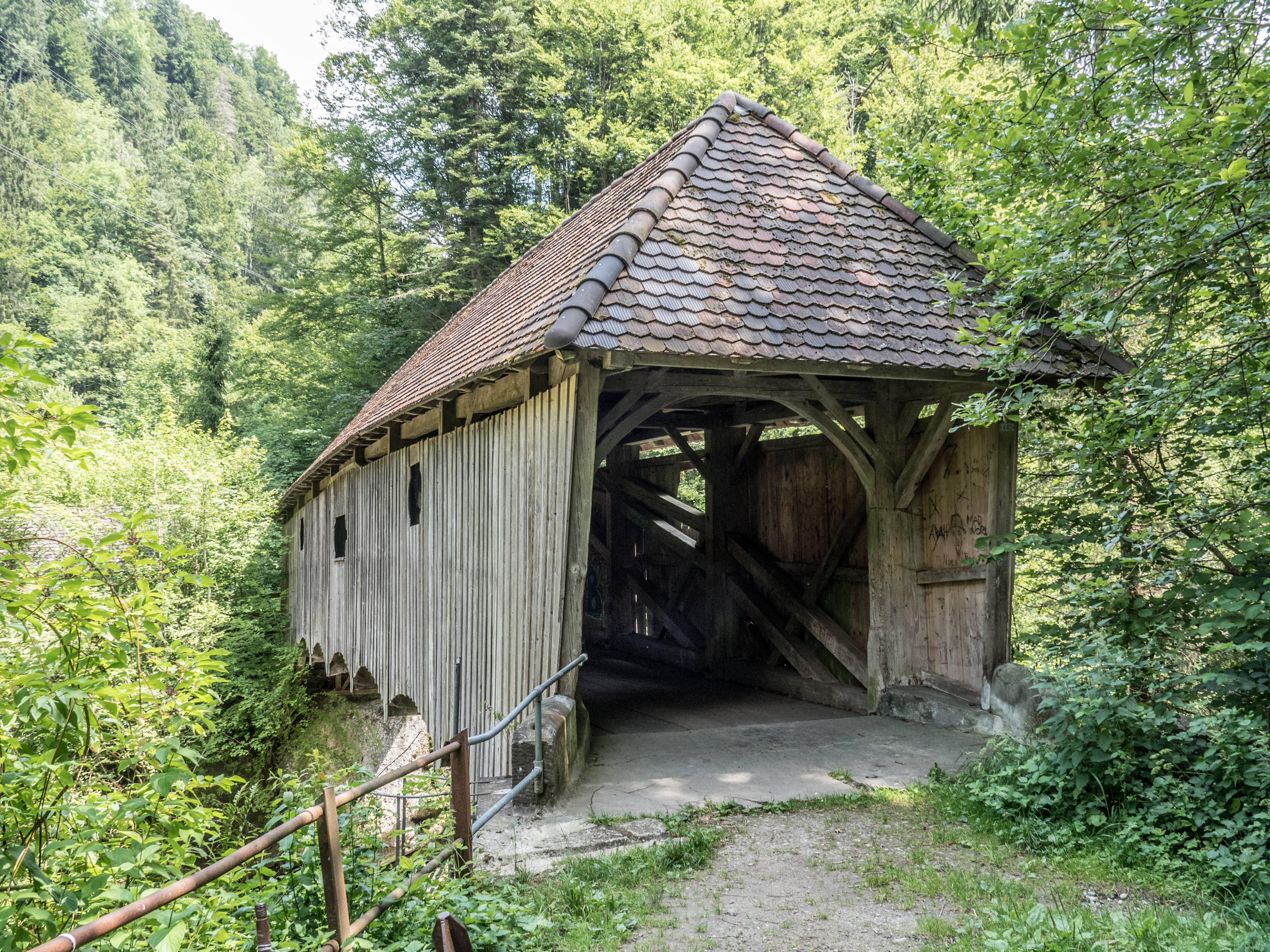
(Grosse) Hüslibrücke über die Sitter
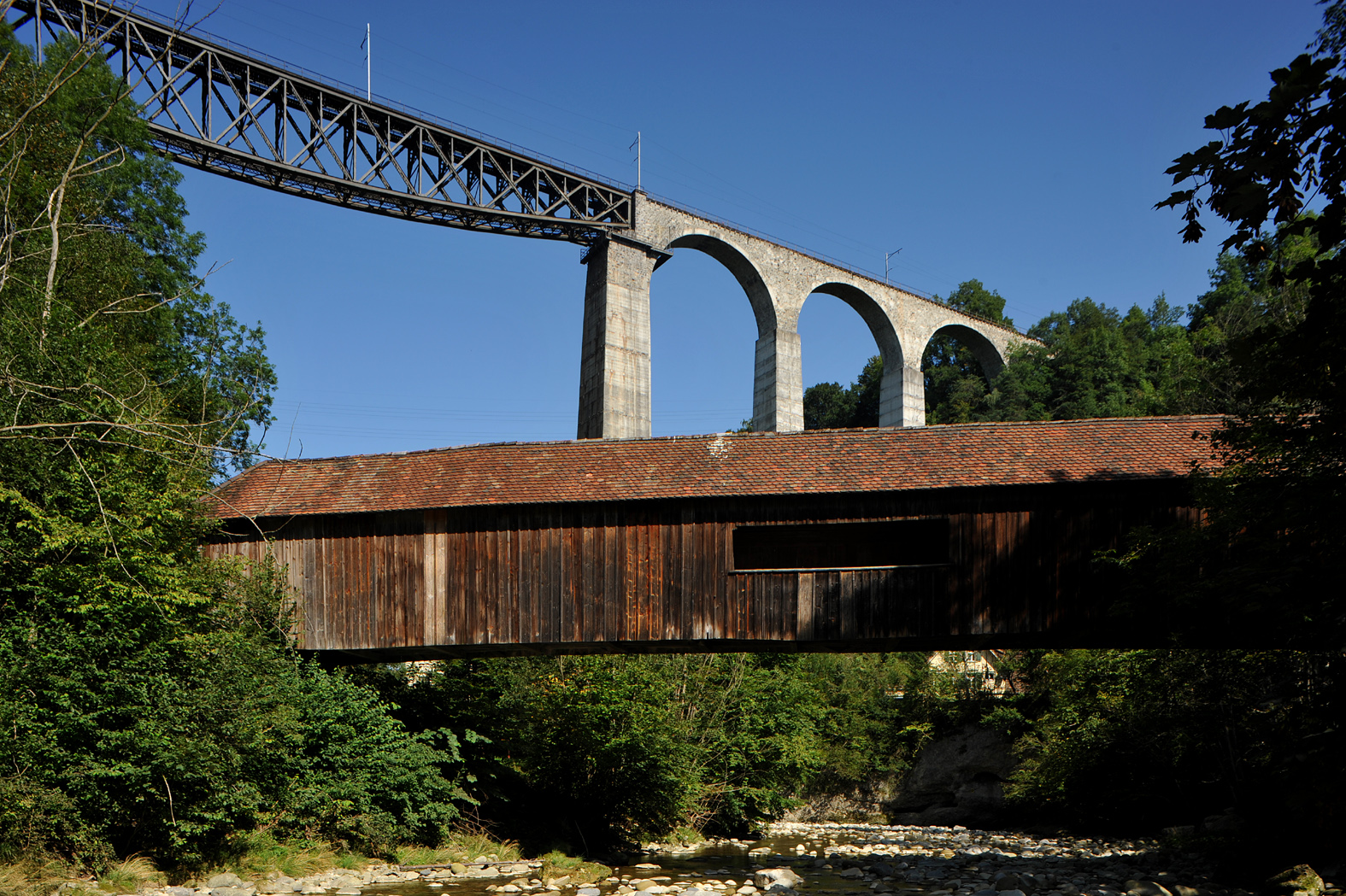
Gedeckte Holzbrücke über die Urnäsch
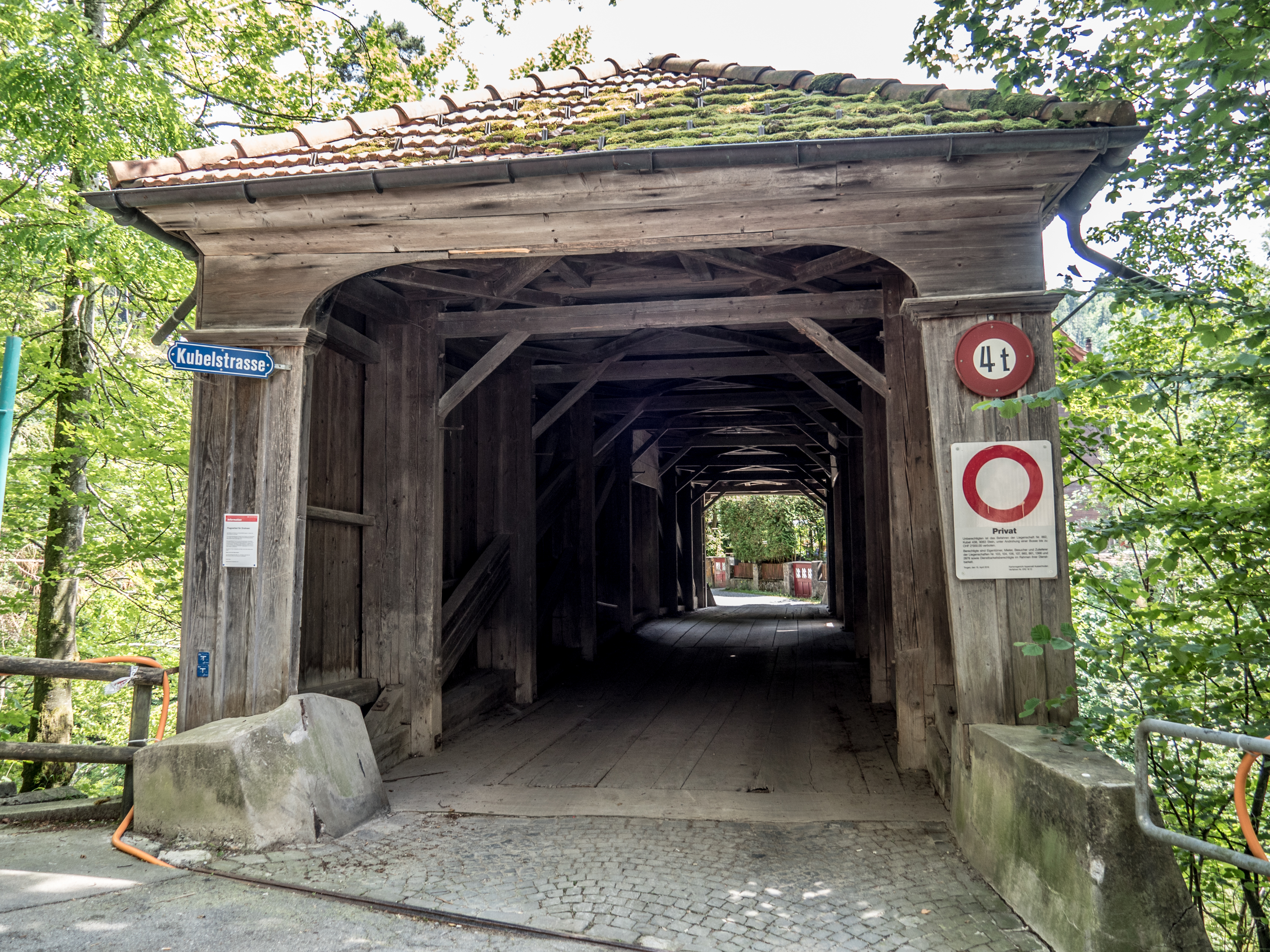
Gedeckte Holzbrücke über die Sitter
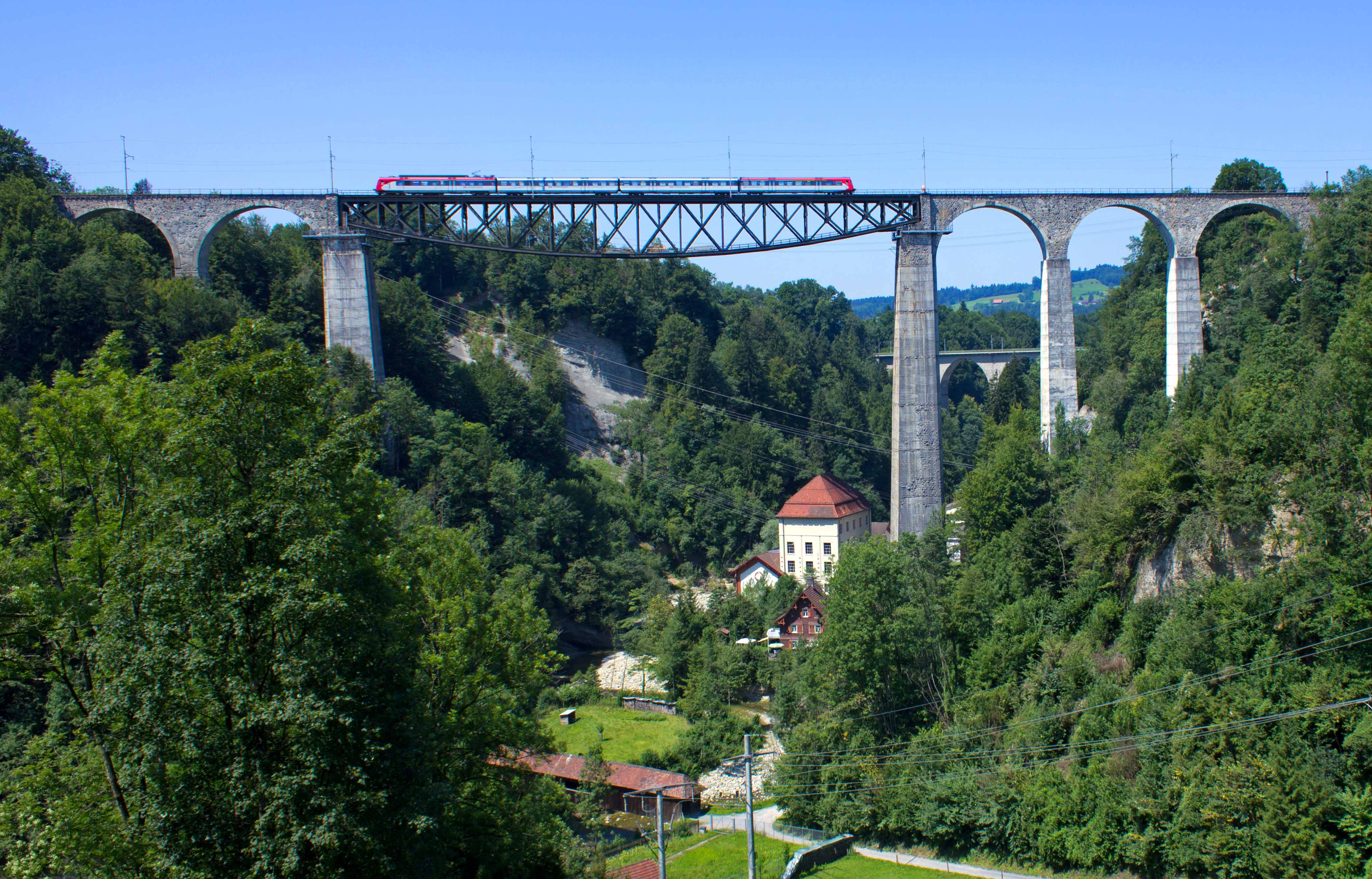
SOB-Sitterviadukt
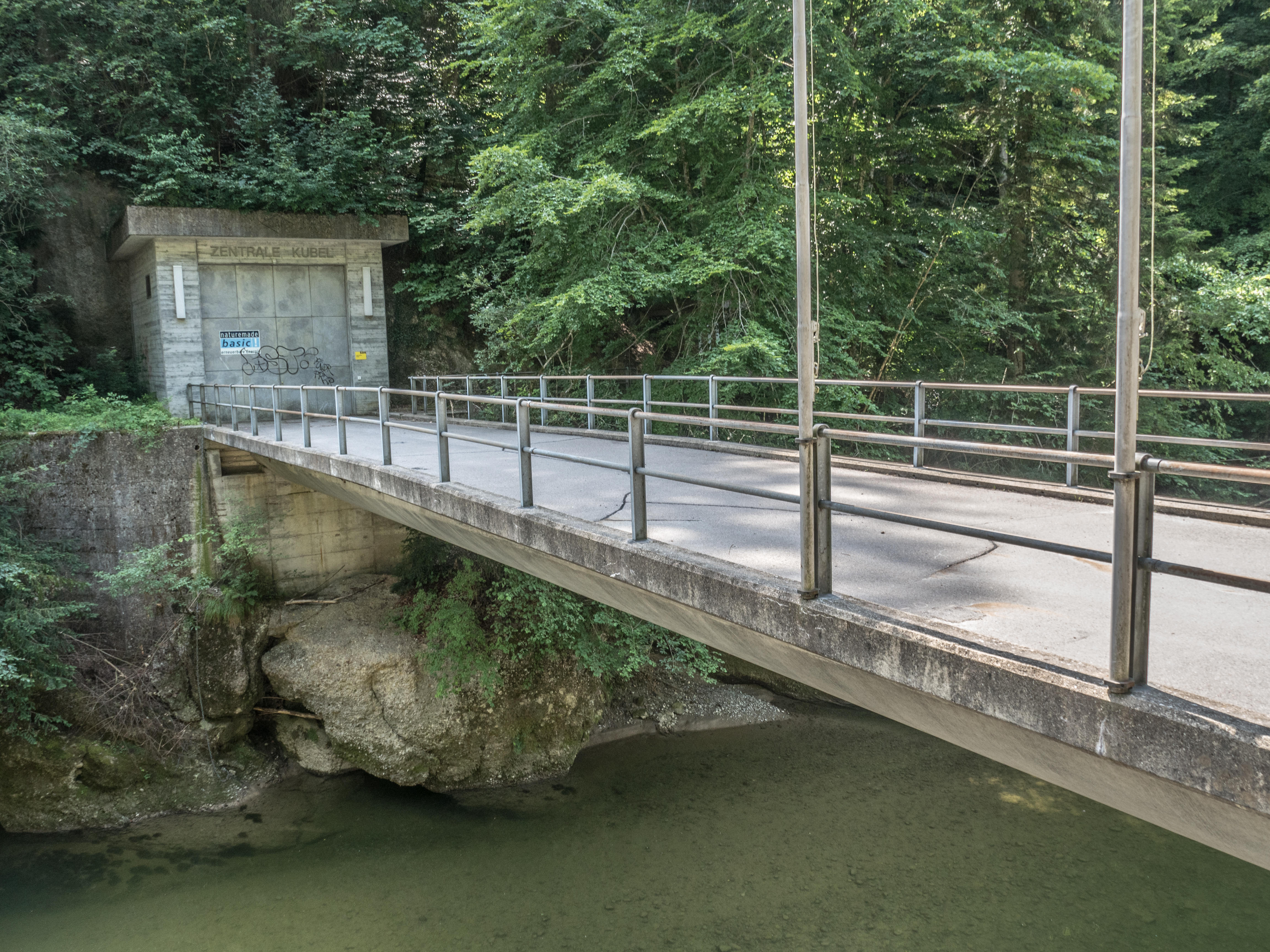
SAK-Kavernenbrücke über die Sitter
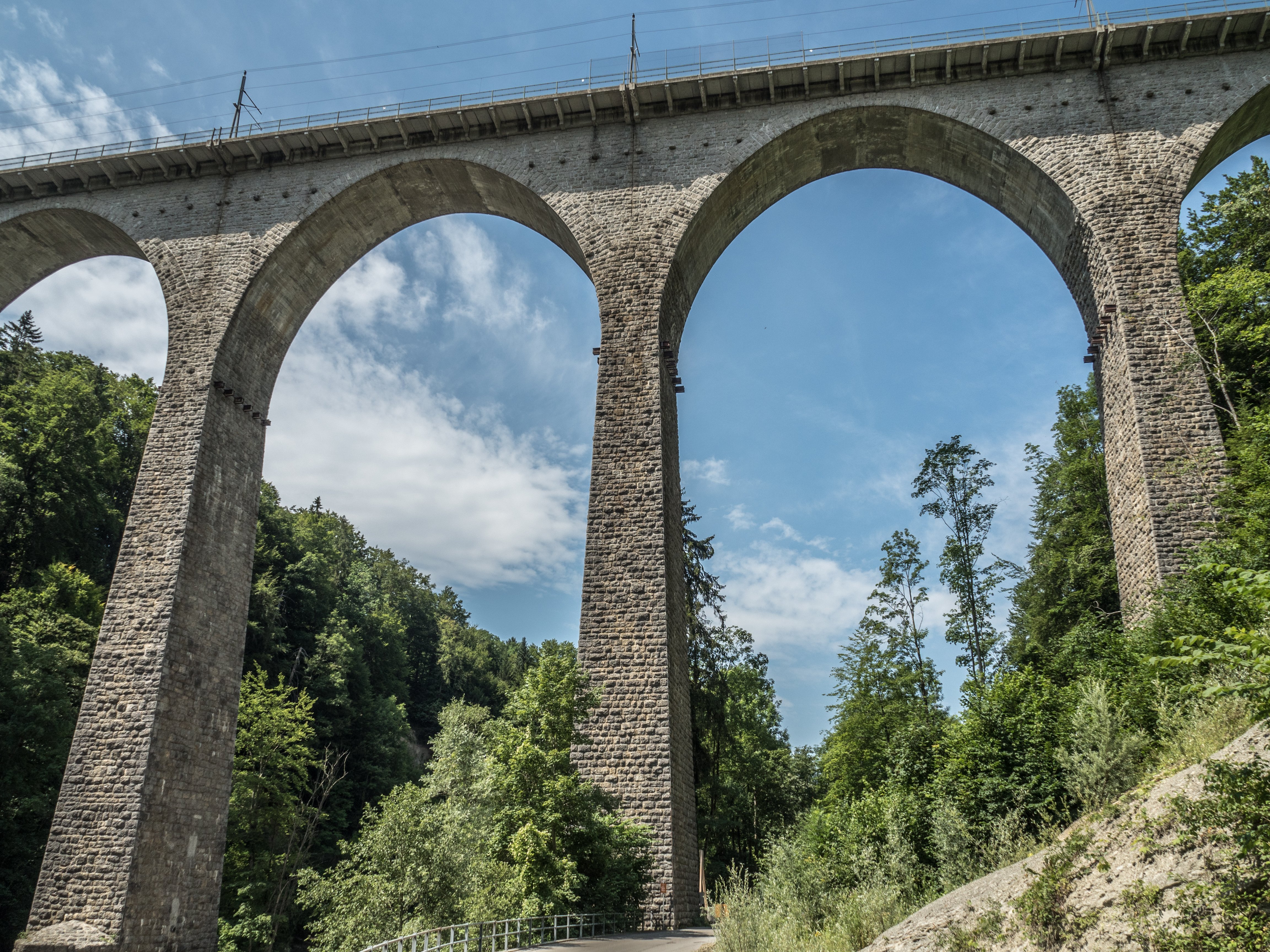
SBB-Sitterviadukt
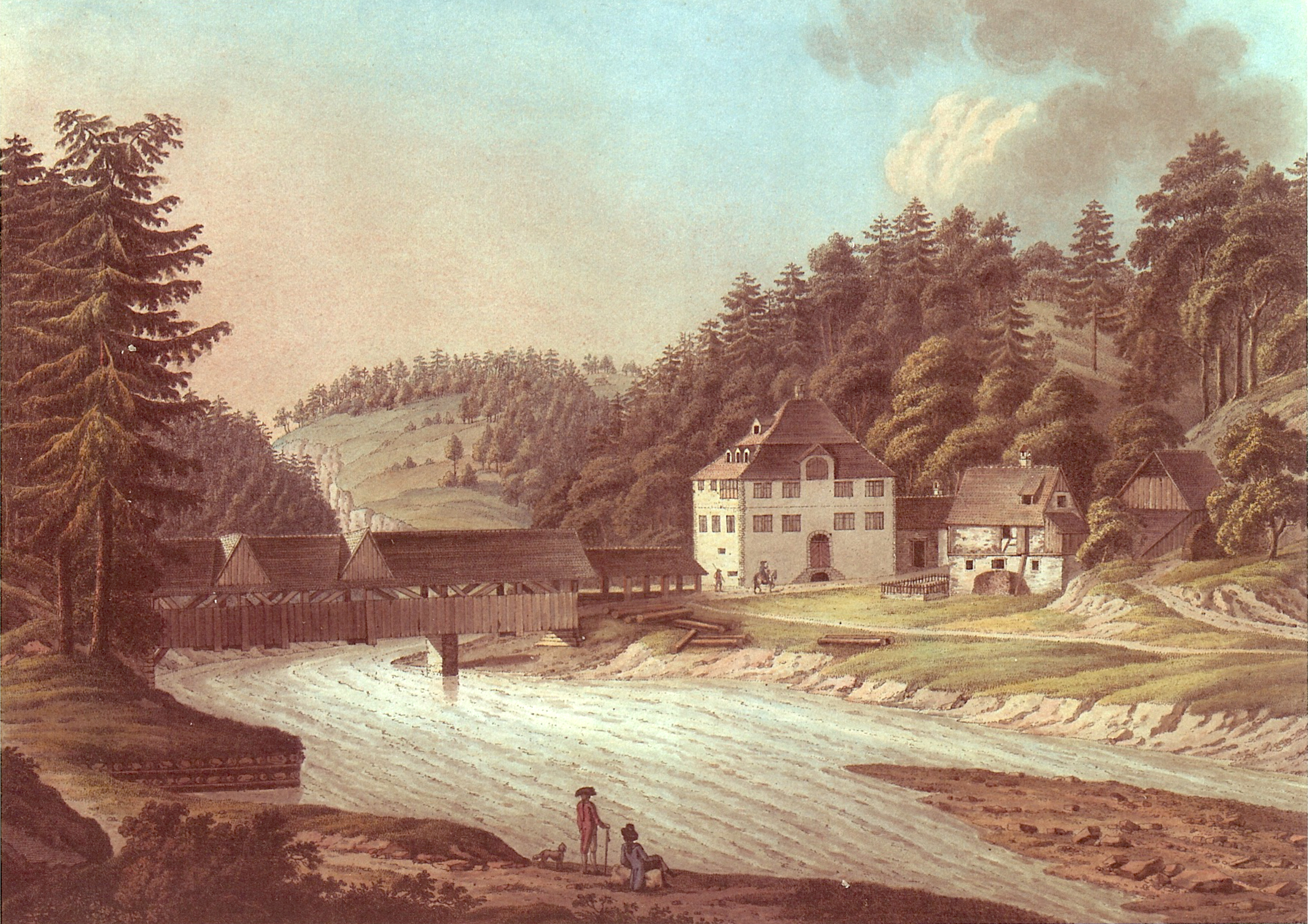
(Alte) Kräzernbrücke mit dem äbtischen Zollhaus um 1790
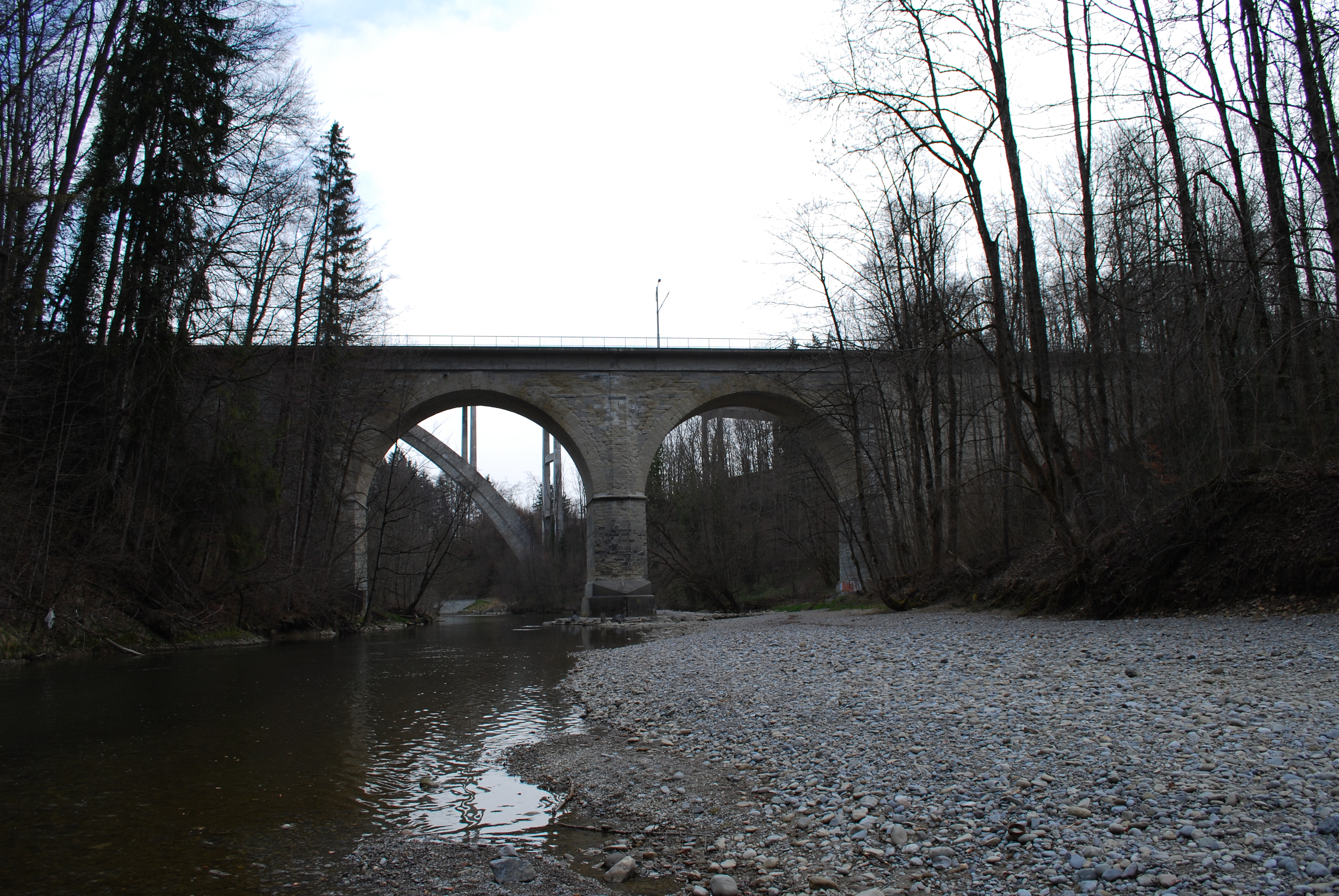
(Neue) Kräzernbrücke von 1811
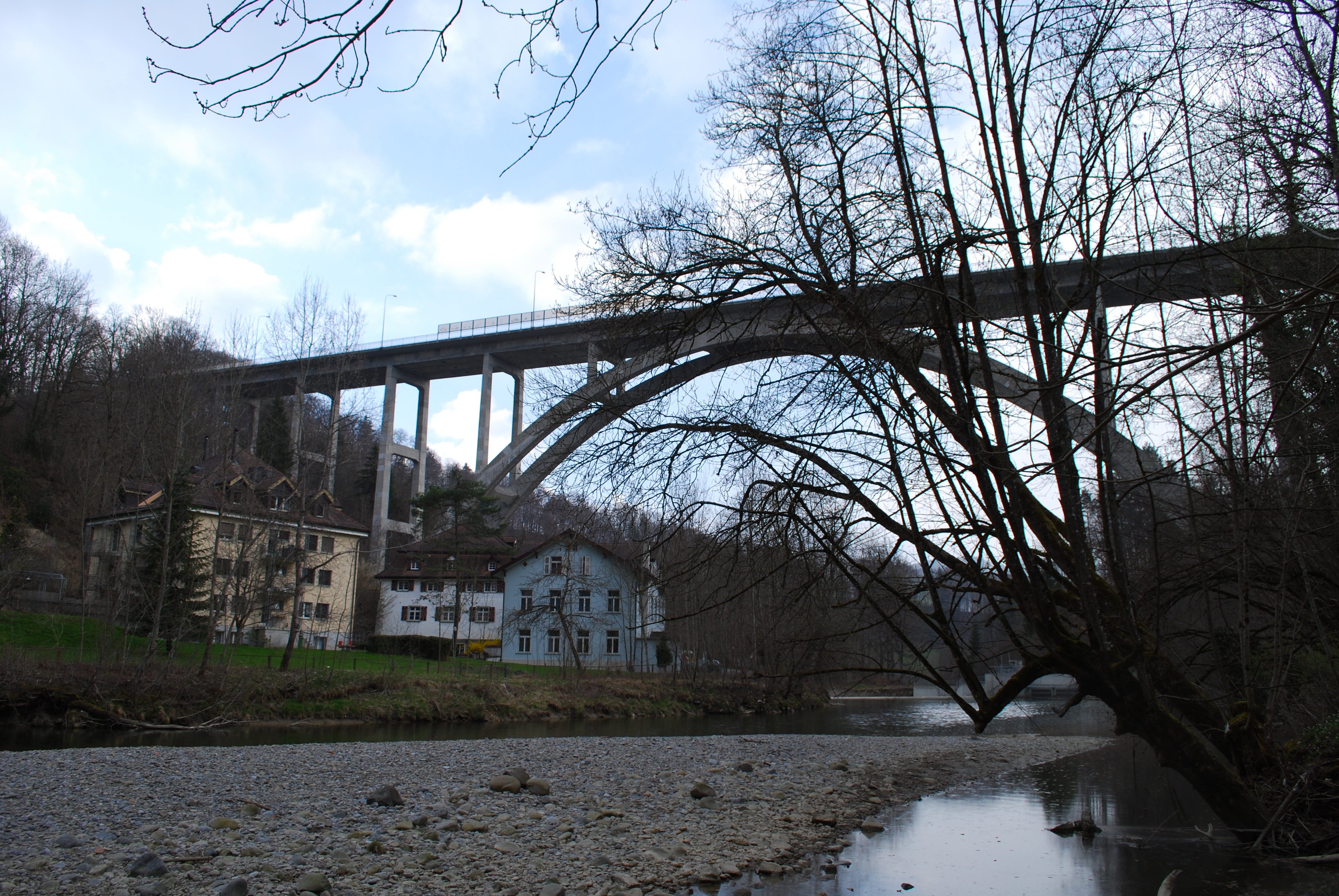
Fürstenlandbrücke über die Sitter
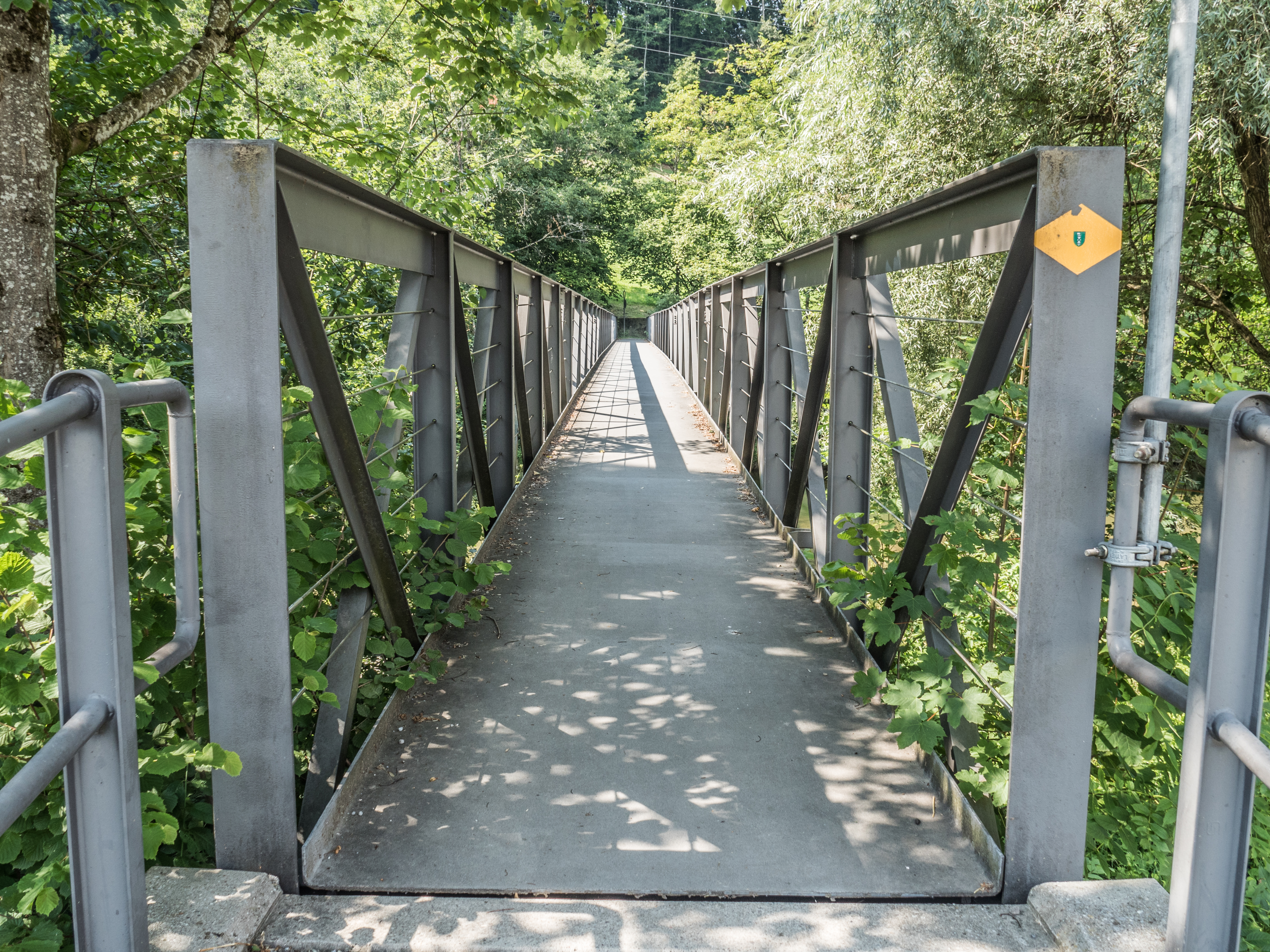
Billenbergsteg über die Sitter
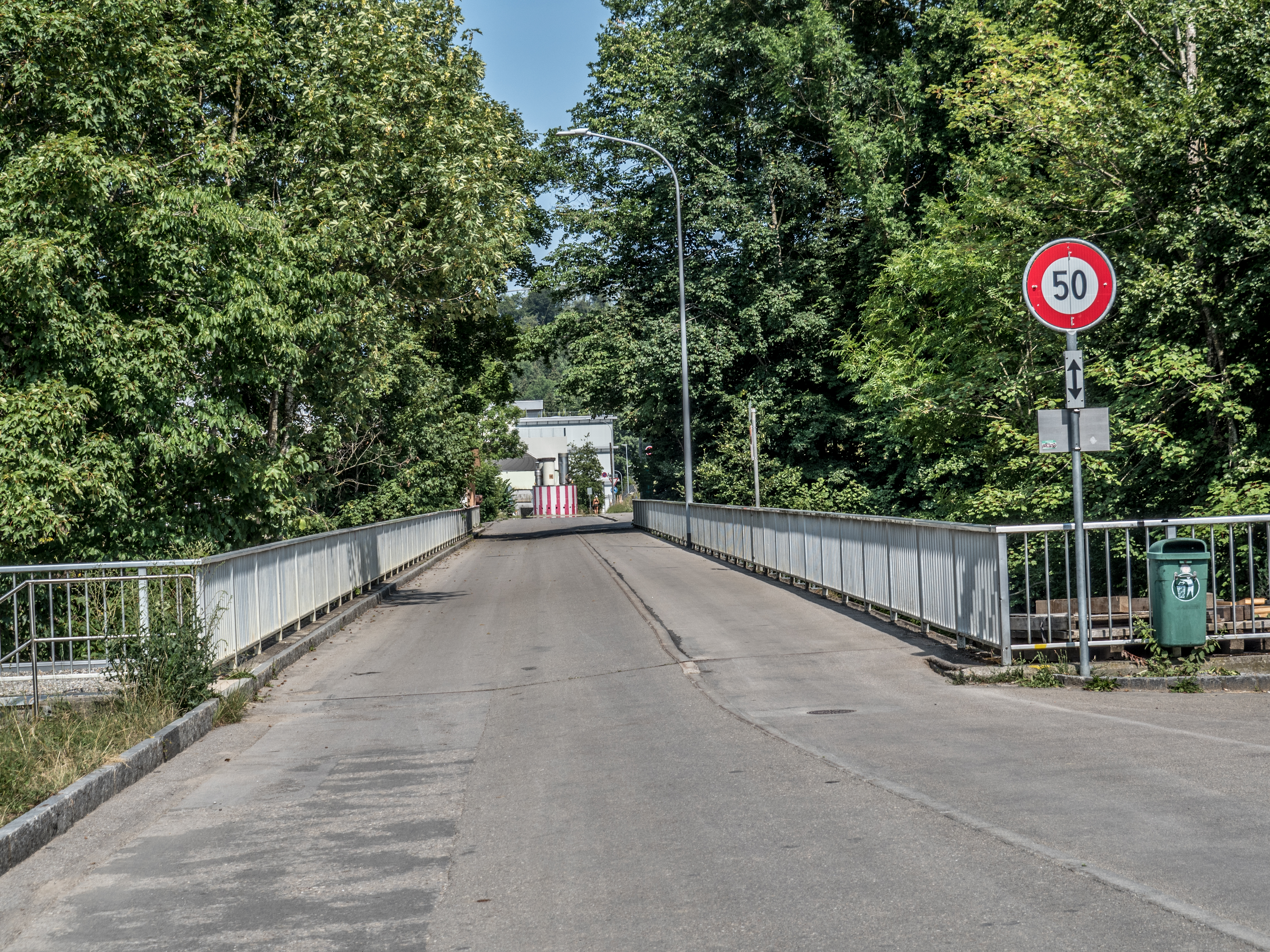
Rechenwaldbrücke über die Sitter
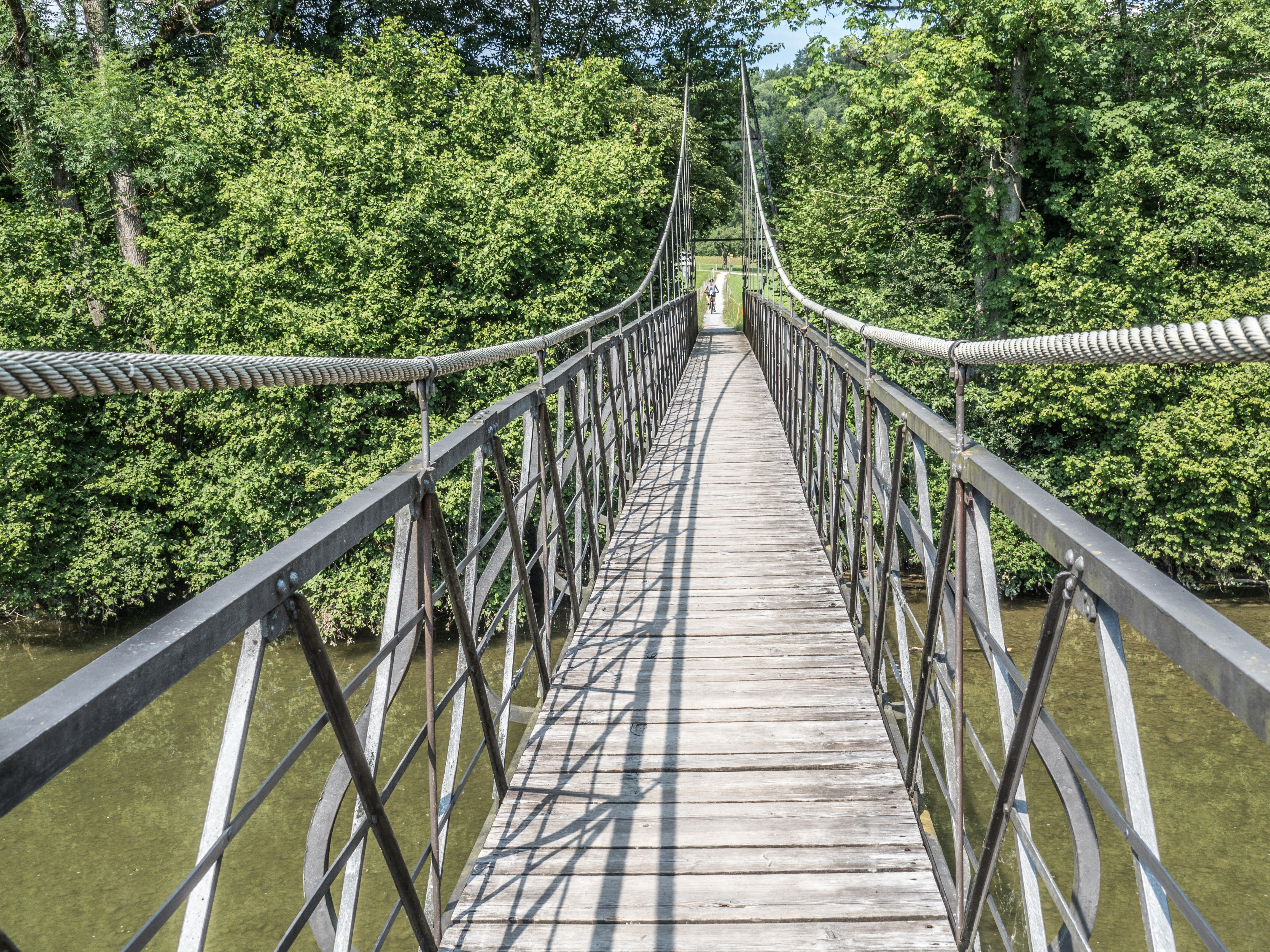
Hängesteg im Rechen über die Sitter
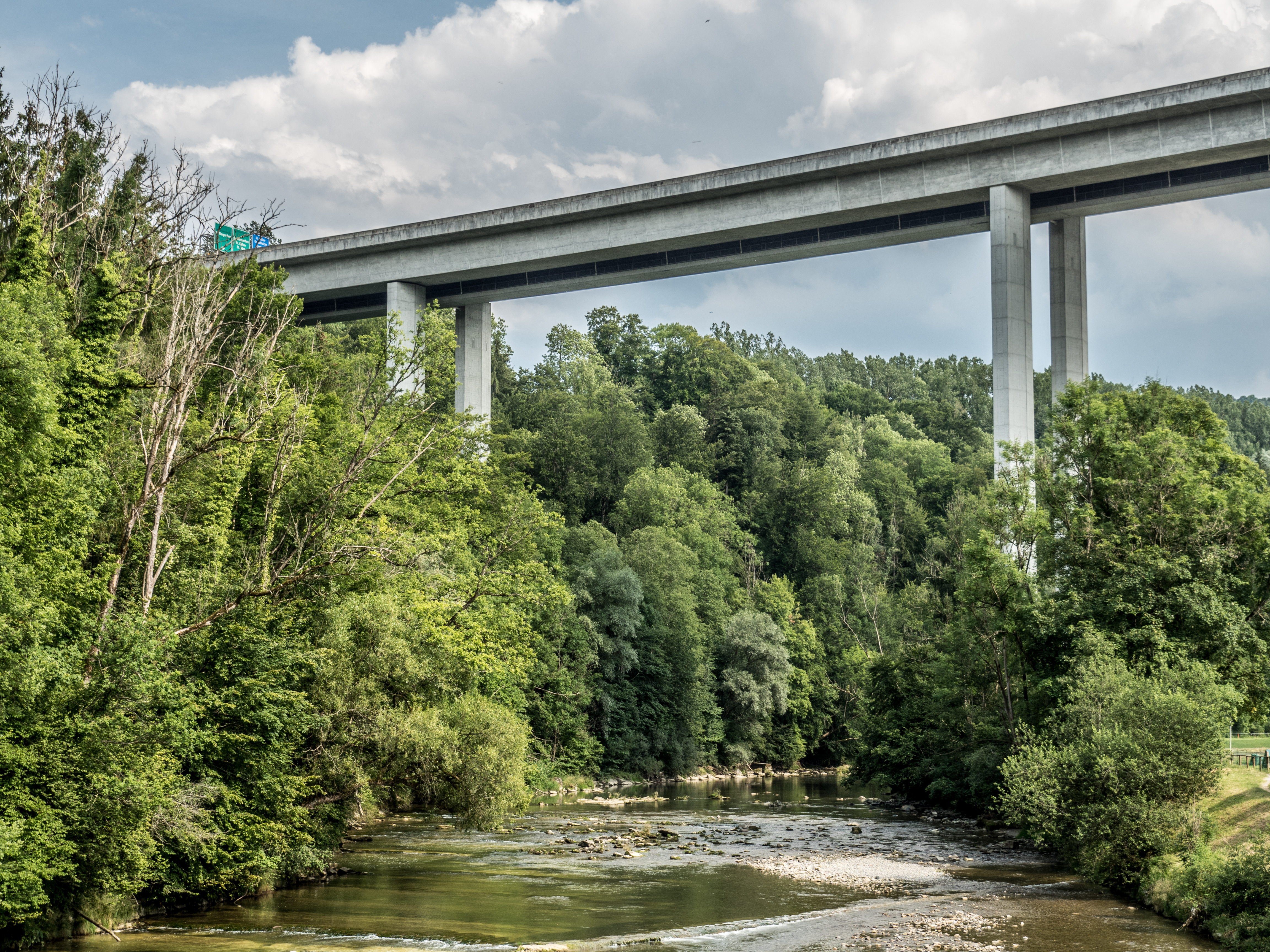
A1-Sitterviadukt
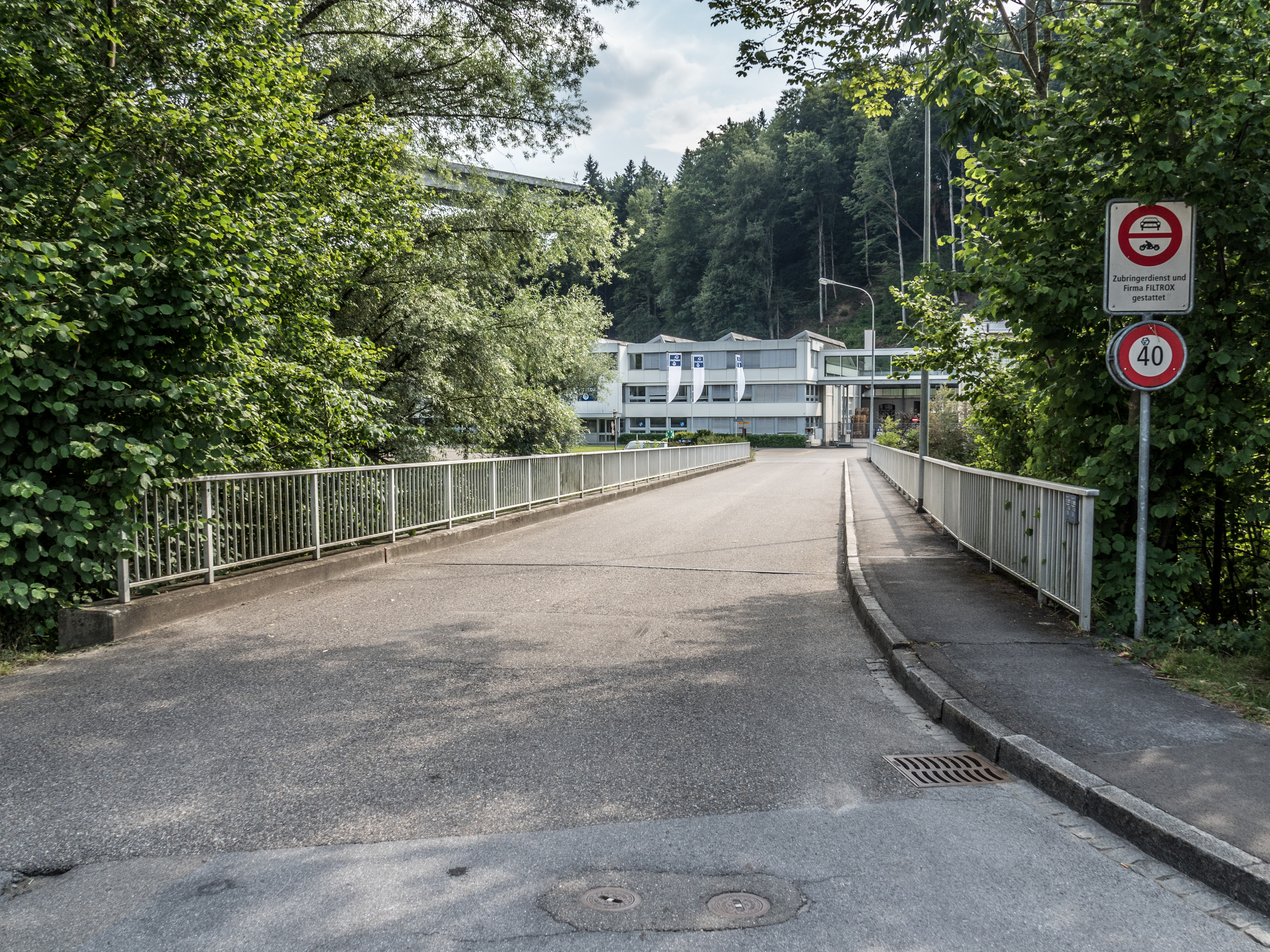
Sitterbrücke der Filtrox AG
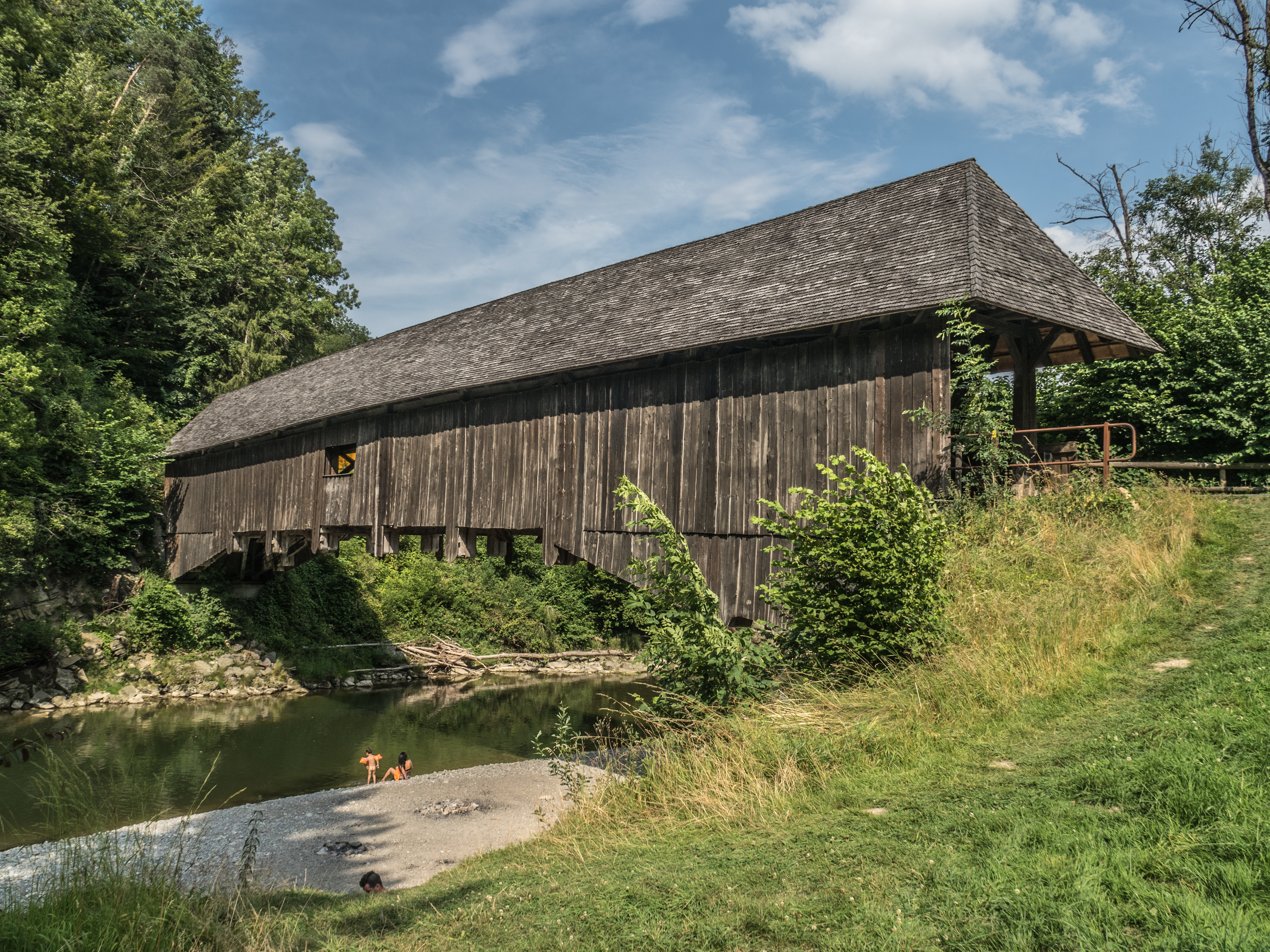
Gedeckte Spiseggbrücke über die Sitter
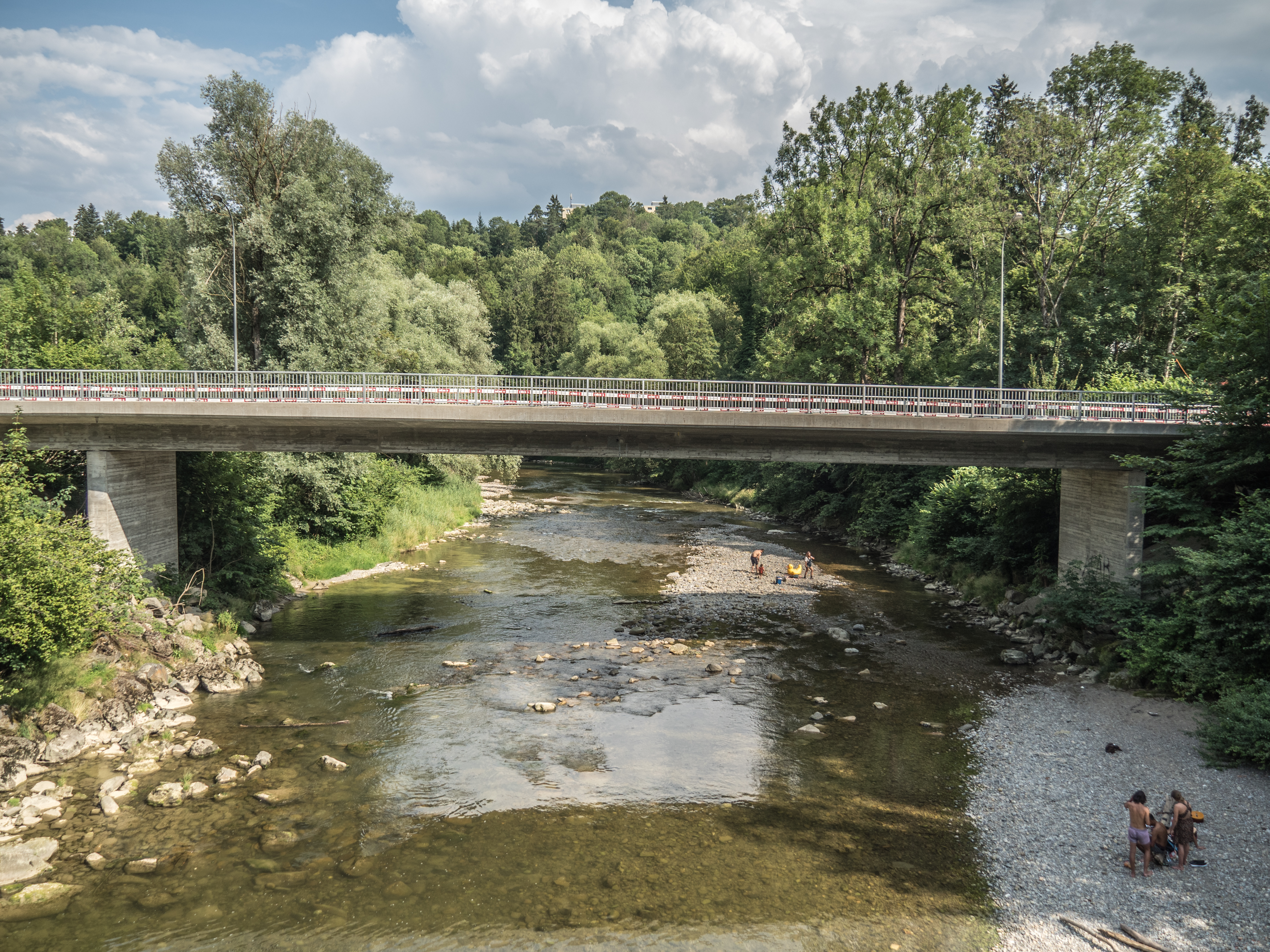
Neue Spiseggbrücke über die Sitter

## Am Wegesrand
Wer nicht nur Interesse an den oben beschriebenen Viadukten, Brücken und Stegen hat, findet unterwegs und etwas abseits des Weges immer wieder einige interessante Sehenswürdigkeiten.
Der St. Galler Brückenweg liegt im Natur- und Landschaftsschutzgebiet Sitter- und Wattbachlandschaft. Es bietet naturnahe Flusslandschaft und damit Lebensraum für viele, teils geschützte und bedrohte Pflanzen und Tiere.
Nahe dem Startpunkt bieten das 1642–1644 erbaute Haggen-Schlössli und die Frühbarockkapelle St. Wolfgang die ersten kulturellen Ansichten am Weg: Eine Kassettendecke mit Darstellung der Kreuzigung im Schlössli, welches als barocker Landsitz für Johann Boppart erbaut wurde, und einen Barockaltar in der Kapelle.
Etwas unterhalb der Hüslibrücke über die Sitter sieht man am linksseitigen Ufer noch die Grundmauern der 1902 einem Feuer zum Opfer gefallenen, mit Wasserkraft betriebenen Zweibruggenmühle.
Nach der Fürstenlandbrücke gelangt man zur ehemaligen Färberei Sittertal. Dieses Gebiet wurde 1840 industrialisiert und auch der Seitenkanal für die Färberei gebaut. Die darüber führende Brücke hat keinen Namen.
Entlang des St. Galler Brückenwegs gibt es zwischen Start- und Endpunkt verschiedene Restaurants.

## Daten und Fakten
Der St. Galler Brückenweg (max. 705 m ü. M.) ist ungefähr 8 Kilometer lang. Wanderer benötigen dafür ca. zweieinhalb Stunden. Die Strecke umfasst nur mässige Steigungen (102 Meter) und Gefälle (209 Meter). Er ist in beide Wegrichtungen gut ausgeschildert.